# Twist of Fate (Emilia)
Twist of Fate è un singolo della cantante pop svedese Emilia, terzo estratto dall'album di debutto Big Big World pubblicato il 30 novembre 1999 per l'etichetta discografica Universal.
La canzone è stata scritta dalla cantante stessa insieme a Günter "Yogi" Lauke, che insieme a Hurb ne ha curato anche la produzione.

## Tracce
CD-Single (Rodeo UMD-87221 (UMG) / EAN 0602508722127)
1. Twist of Fate (Ballad Version) - 3:44
2. Twist of Fate (Navigator Remix, Radio Edit) - 3:24

## Classifiche
| Classifica (2000) | Posizione massima |
| ----------------- | ----------------- |
| Romania           | 3                 |
| Svezia            | 37                |